# Ko Chang

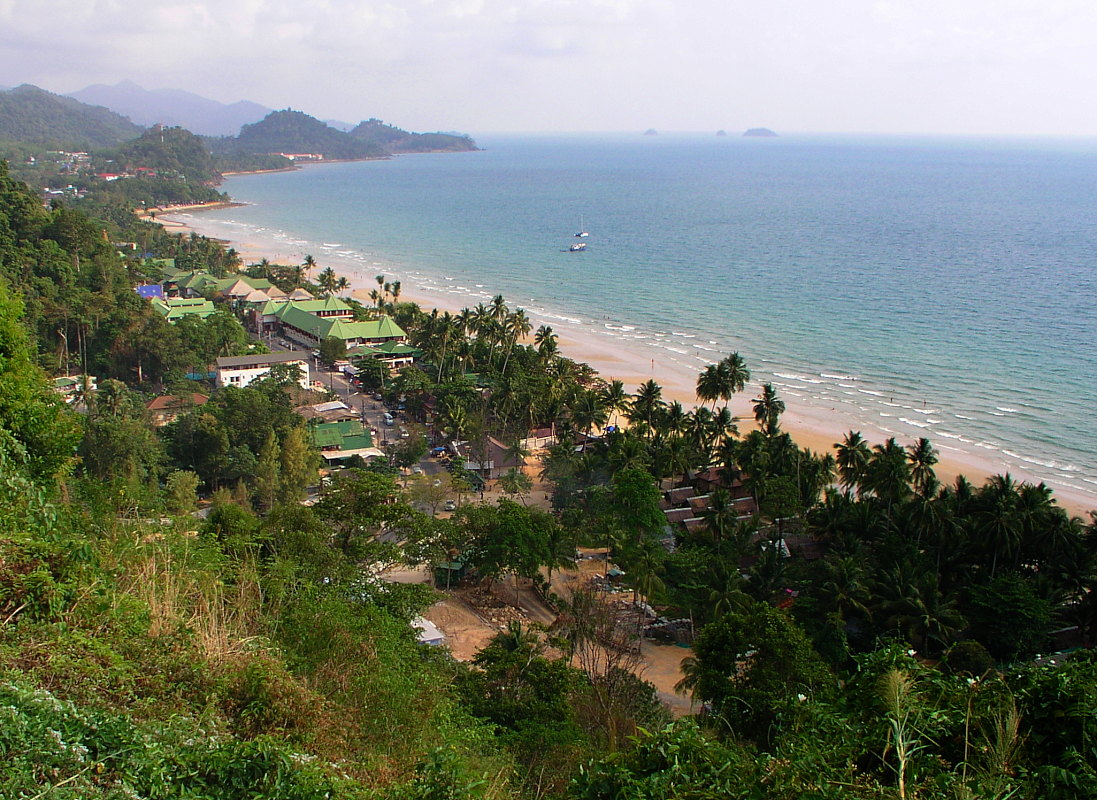
Ko Chang - một hòn đảo tuyệt đẹp

Ko Chang (tiếng Thái:เกาะช้าง), được gọi là đảo Chang, là một trong những đảo lớn nhất của Thái Lan. Đảo này nằm trong hệ thống vườn quốc gia Ko Chang, cách Bangkok 310 km. Đảo thuộc tỉnh Trat - một tỉnh thuộc miền Đông Thái Lan. 
Koh Chang là đảo lớn thứ nhì của Thái Lan (đảo lớn nhất ở nằm ở quần đảo công viên đại dương Ko Chang), nằm ở bờ biển đông Thái Lan, cách Bangkok 310 km, gần biên giới Campuchia trong vịnh Thái Lan. Tên gọi có nghĩa là đảo Voi. Ko Chang có tên như vậy do đảo có hình con voi dù trên đảo không có voi sinh sống. Đảo có 8 làng, có nhiều đỉnh núi, cao nhất là 744 m. Ở đây cũng có nhiều thác nước. Diện tích toàn bộ các đảo khoảng 429 km². 
Ko Chang có 51 đảo nhỏ hơn bao quanh.
Văn tịch của người Việt vào thế kỷ 19 gọi đảo này là hòn Dương Khảm.

## Cơ cấu hành chính
Đảo này là một huyện (amphoe) thuộc tỉnh Trat. Đơn vị hành chính này được thành lập ngày 30 tháng 4 năm 1994, khi được tách ra từ Laem Ngop, ban đầu là một tiểu huyện (king amphoe).
Theo quyết định của chính phủ Thái Lan vào ngày 15 tháng 5 năm 2007, tất cả 81 tiểu huyện đều được nâng lên thành huyện. Với việc đăng công báo ngày 24 tháng 8, việc nâng cấp này thành chính thức
.
Huyện này được chia thành hai phó huyện (tambon), các đơn vị này lại được chia ra thành 9 làng (muban). Không có khu vực đô thị, có 2 Tổ chức hành chính tambon.
| STT. | Tên          | Tên tiếng Thái | Làng | Inh. |  |
| 1.   | Ko Chang     | เกาะช้าง        | 4    | 3010 |  |
| 2.   | Ko Chang Tai | เกาะช้างใต้      | 5    | 2346 |  |

- 9 làng trên đảo, hai làng còn lại trùng tên với quận.

1. Salakpetch
2. Salakkork
3. Jekbare
4. Baan Danmai
5. Klong Son
6. Klong Praw
7. Klong Nonsri

## Tên gọi
Người dân quen gọi đảo là " Đảo Voi " vì hình dáng của đảo mang hình dạng con voi. 

## Tự nhiên
Đảo là sự đa dạng về tự nhiên: có rừng mưa nhiệt đới, những rặng đá ngầm và có rất nhiều thác nước tuyệt đẹp. Trên đảo có ngọn núi cao nhất là ngọn Khao Salak Phet cao 744m. Toàn diện tích tự nhiên của đảo là 429 km². Nét hoang sơ của Ko Chang nằm ở cảnh một bên là núi và rừng, một bên là biển.

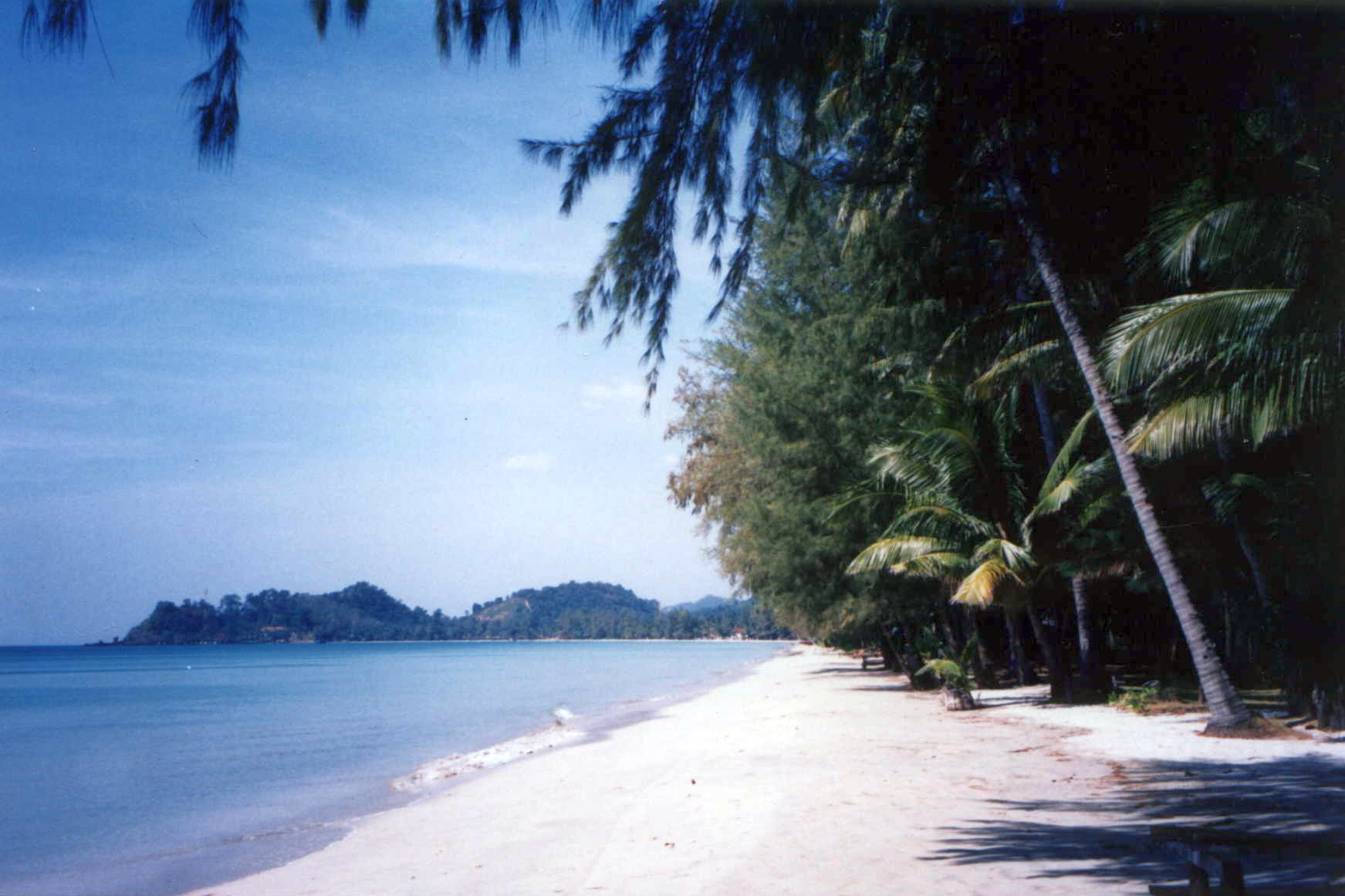
Bãi tắm Hat Klong Prao

Trên đảo cũng có nhiều cánh rừng và dòng thác hùng vĩ đi kèm với dịch vụ du lịch "cưỡi voi". Xa xa ngoài đảo Ko Chang còn có gần 50 đảo nhỏ khác, nơi mà du khách có thể chơi môn lặn chuyên nghiệp hay bơi cùng cá heo. Lòng hiếu khách và sự nhiệt tình của người dân trên đảo đối với du khách là một lợi thế của ngành du lịch nơi đây.

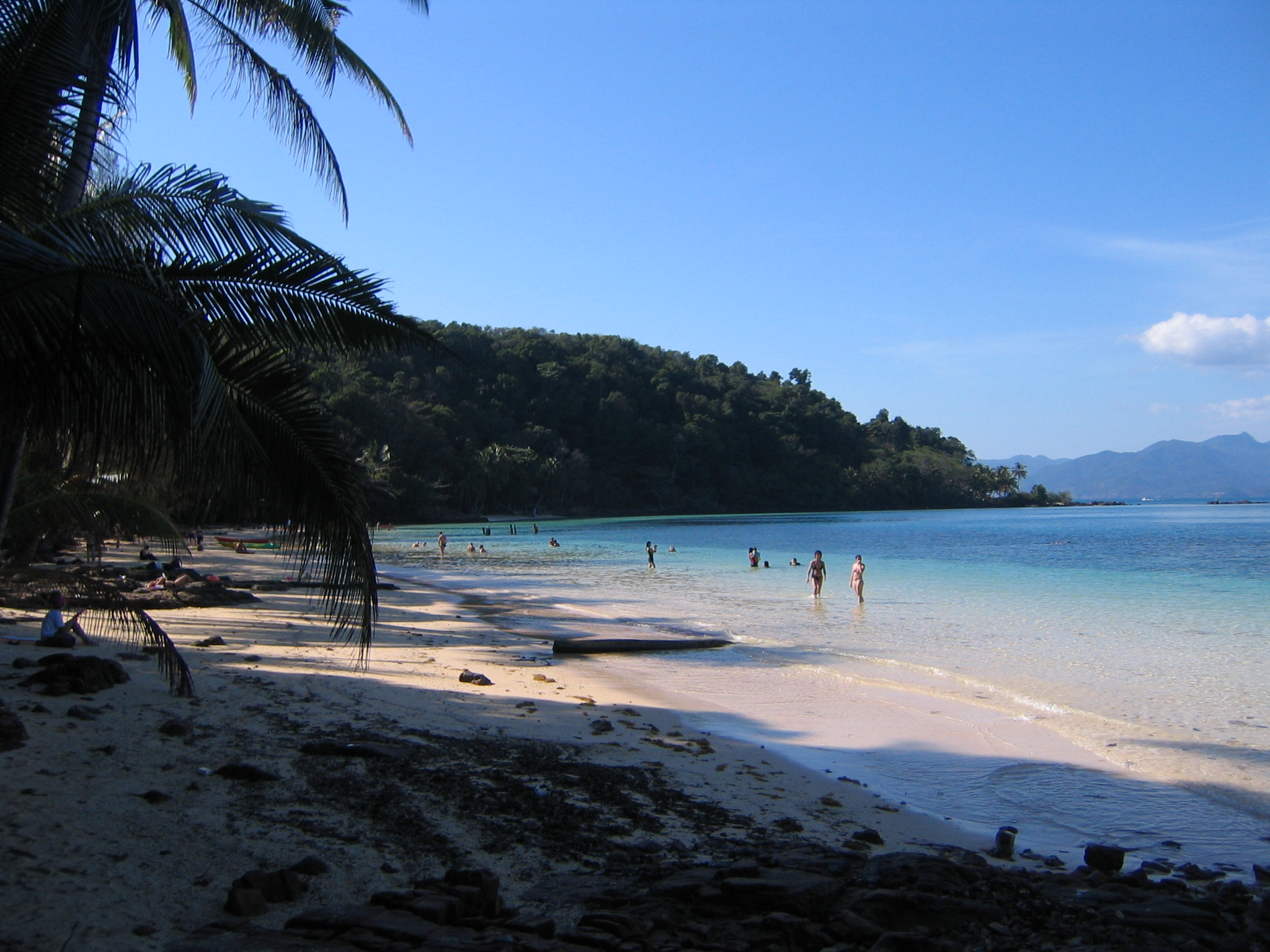
Đảo Ko Chang

## Du lịch
Ở Ko Chang thời tiết mát mẻ, bãi biển đẹp và khu bảo tồn thiên nhiên phong phú thu hút những người yêu biển. Buổi sáng, trên bãi cát trắng, nước biển xanh ngắt, du khách có thể tắm nắng và tham gia nhiều loại hình du lịch như lướt ván, nhảy dù, chèo kayak, câu cá hoặc khám phá đại dương. Buổi chiều, ánh hoàng hôn trên biển đem lại cho con người cảm giác thật gần gũi với thiên nhiên, tạo nên những giây phút sảng khoái. Sau một ngày rong ruổi khám phá trên đảo, đêm xuống, du khách ở trên đảo có thể đốt lửa trại, xem biểu diễn múa lửa trên bờ biển.

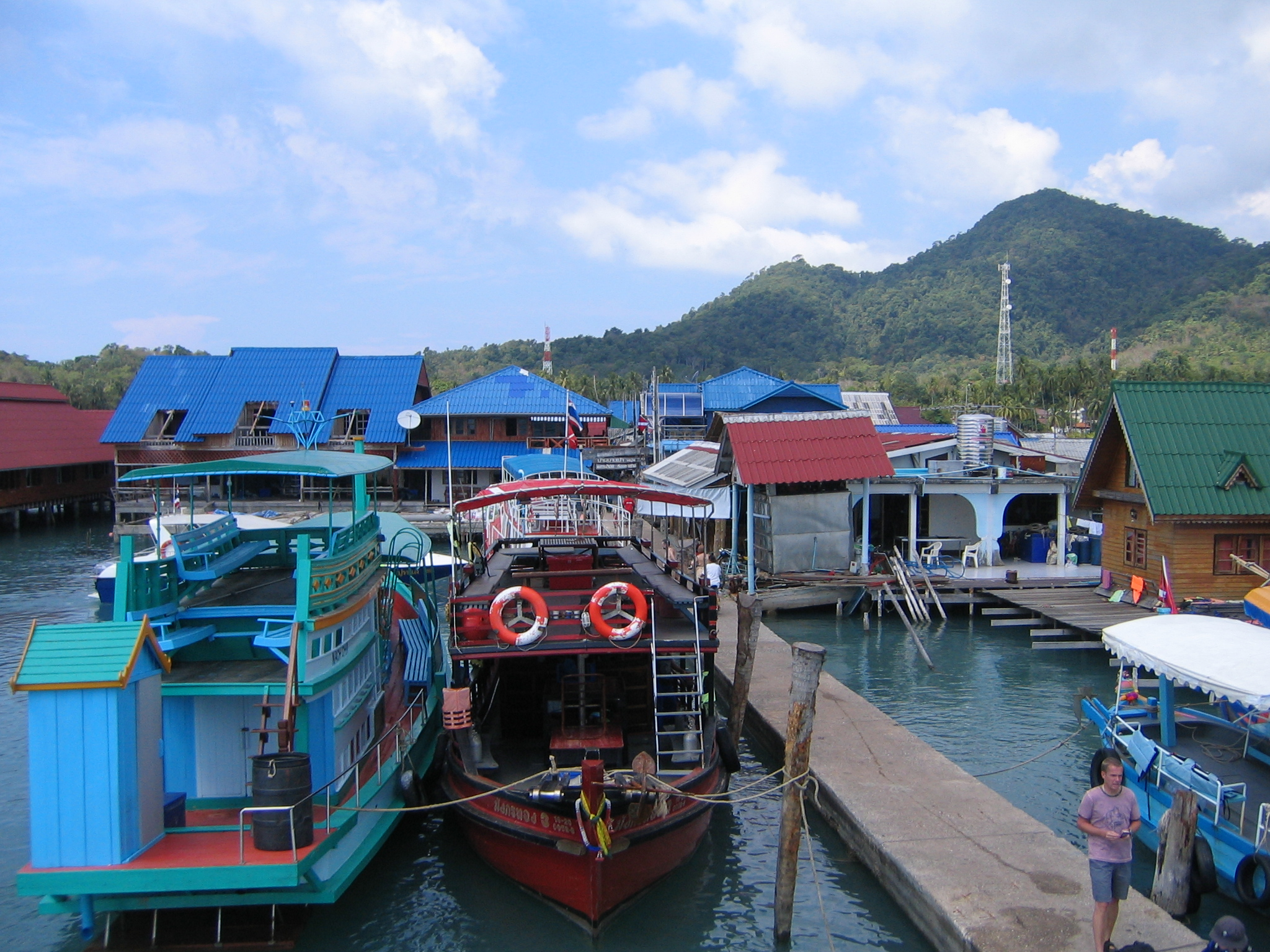
Làng Bang Bao

Những người thích mạo hiểm có thể tham gia các tour leo núi, cưỡi voi băng rừng, vượt thác... Koh Chang cũng nổi tiếng với hàng chục điểm spa cao cấp đặc trưng của Thái Lan. Trên đảo có hơn 80 khách sạn và khu nghỉ dưỡng các loại, mỗi năm đón khoảng 4 triệu lượt khách du lịch trong và goài nước.

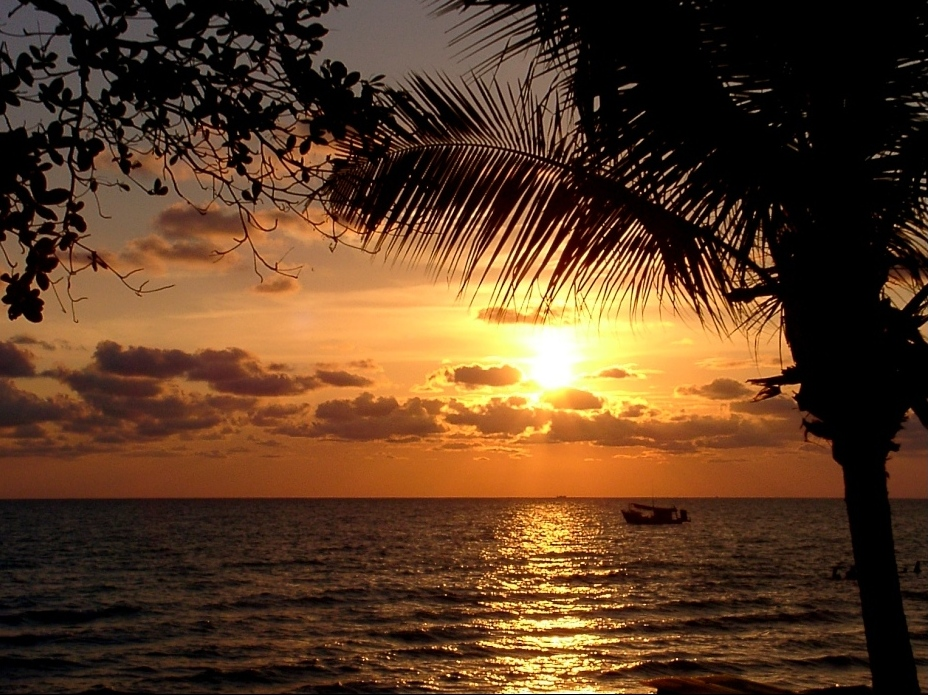
Hoàng hôn trên đảo

## Thiên đường Phật giáo
Một nét đặc biệt nữa là Ko Chang giống như "thiên đường" của Phật giáo, đâu đâu cũng có các ngôi chùa. Nổi tiếng cổ kính nhất là Wat Muang, Wat Buppharam, Wat Yothanimith.... 

## Vườn trái cây
Đảo còn có các vườn trái cây nhiệt đới nổi tiếng như sầu riêng, bưởi, chôm chôm, măng cụt... Khí hậu trên đảo cũng gần giống như ở đảo Phú Quốc (Kiên Giang) và đây cũng là một trong hai nơi trên thế giới có loài chó xoáy lưng Lang Aan rất tinh khôn (tương tự như ở đảo Phú Quốc) và loài gà nòi nổi tiếng Đông Nam Á..

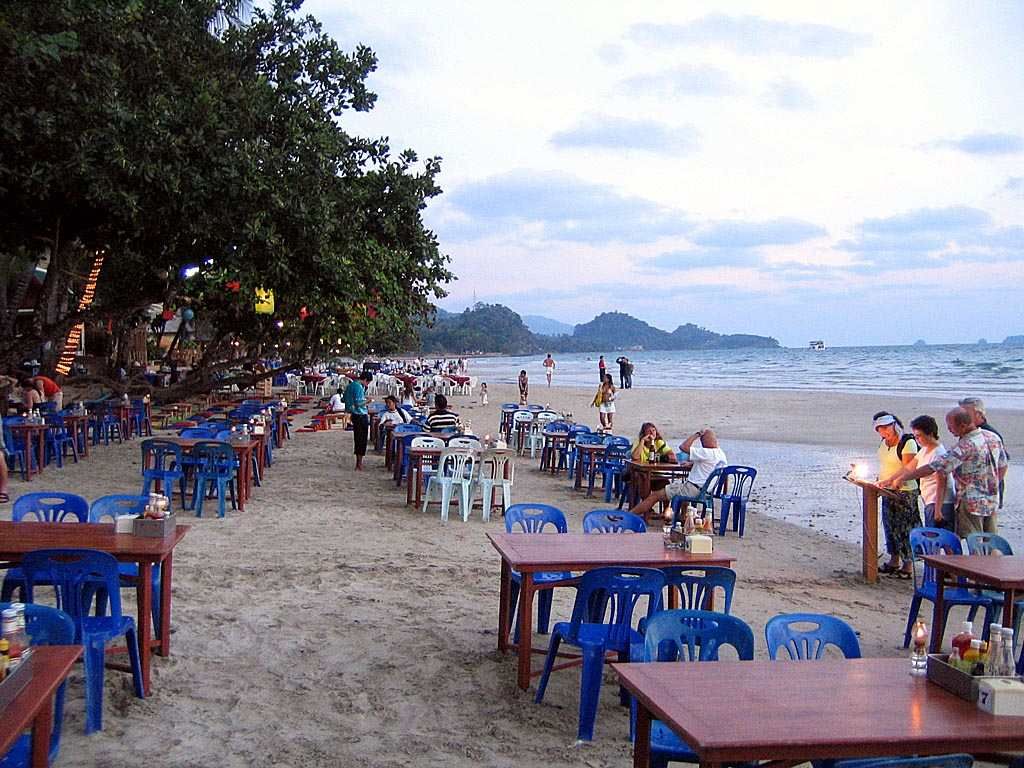
Bãi biển White Sand trên Ko Chang

## Phương tiện đến đảo
- Máy bay

Trên đảo không có máy bay, tuy nhiên du khách có thể đi máy bay đến thành phố Trat rồi đi phà ra đảo.
- Đường bộ

Muốn đến đảo Koh Chang không khó: đường bộ - du khách có thể đi từ Bangkok đến Pattaya, Rayong, Chanaburi, Trat, rồi đi phà qua đảo; có một con đường khác ngắn hơn - đi từ Bangkok qua các tỉnh Chonburi, Chantaburi, Tratvà cũng phải đi phà qua đảo. Các chuyến đi đến đảo Chang có thể đi từ bến xe Victoria Monument...

## Phương tiện di chuyển trên đảo

### Tàu
Có rất nhiều chuyến tàu từ Trat đi các đảo và ngược lại.

### Songthaew
Phương tiện du lịch phổ biến và được yêu thích của người Thái và du khách vì sự thuận tiện để đi đến các điểm tham quan và city tour thành phố.
Songthaew là xe bán tải được cải tạo thêm thùng xe cho người ngồi với trên có mái che, giá vé của xe rất rẻ thường chỉ có giá 10 THB cho các đoạn đi ngắn trong thành phố hoặc ngoài thành phố. Xe được hình thành và quản lý bới tư nhân...Đặc điểm của loại xe này là người lái xe chỉ chạy khi đủ một số lượng khách ngồi. Khách đến tự động lên xe vào chỗ ngồi và khi xuống tự động đến người lái và trả tiền. Có thể nói đây như là dạng xe khách tư nhân rất linh hoạt và phổ dụng ở mọi nơi tại thị trấn, thành phố của Thái Lan

### Motorbike taxi
Xuất hiện rất nhiều tại các bãi biển bởi sự thuận tiện của nó.

## Phà
Có tất cả ba bến phà du khách có thể chọn cho chuyến đi đến đảo.

## Điểm tham quan
- Vườn quốc gia Mu Ko Chang | Ko Chang Marine ]]
- Thác Klong Plu(tiếng Thái: น้ำตกคลองพลู)
- Klong Nonsi
- Klong Nueng
- Khiri Petch
- Kongoi - 5 thác nước gần Bangbao
- Thanmayom
- Ban Salak Phet (บ้านสลักเพชร)
- Làng Bang Bao Fishery ở bãi biển Bang Bao (tiếng Thái:หมู่บ้านประมงบางเบ้า)
- Ao Bai Lan (tiếng Thái:อ่าวใบลาน)
- Bãi biển Hat Kai Bae (tiếng Thái:หาดไก่แบ้)
- Bãi biển White Sand

## Làng văn hóa
Du khách có thể dễ dàng tìm hiểu cuộc sống của người dân bản địa trên đảo về cuộc sống của ngư dân và các hoạt động du lịch. Các làng bản địa sau đây là các địa chỉ du khách có thể đến tham quan và tìm hiểu.
- Làng Bang Bao hay Bang Bao
- Làng Khlong Son hay Khlong Son
- Làng Baan Dan Kao hay Dan Kao
- Làng Baan Dan Mai
- Làng Baan Jek Bae hay Jek Bae

## Lễ hội
- Ko Chang Yutthanavi Day - lễ hội địa phương truyền thống diễn ra từ tháng giêng được xem là lễ hội lớn nhất trên đảo.

## Ảnh

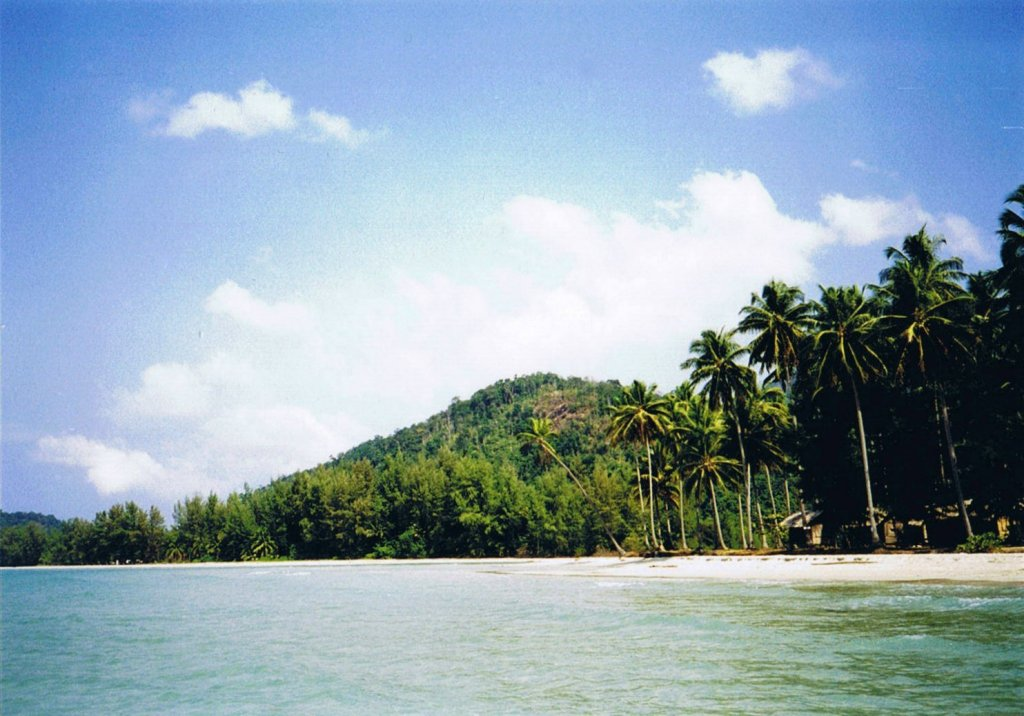
Bờ biển dài và cát trắng
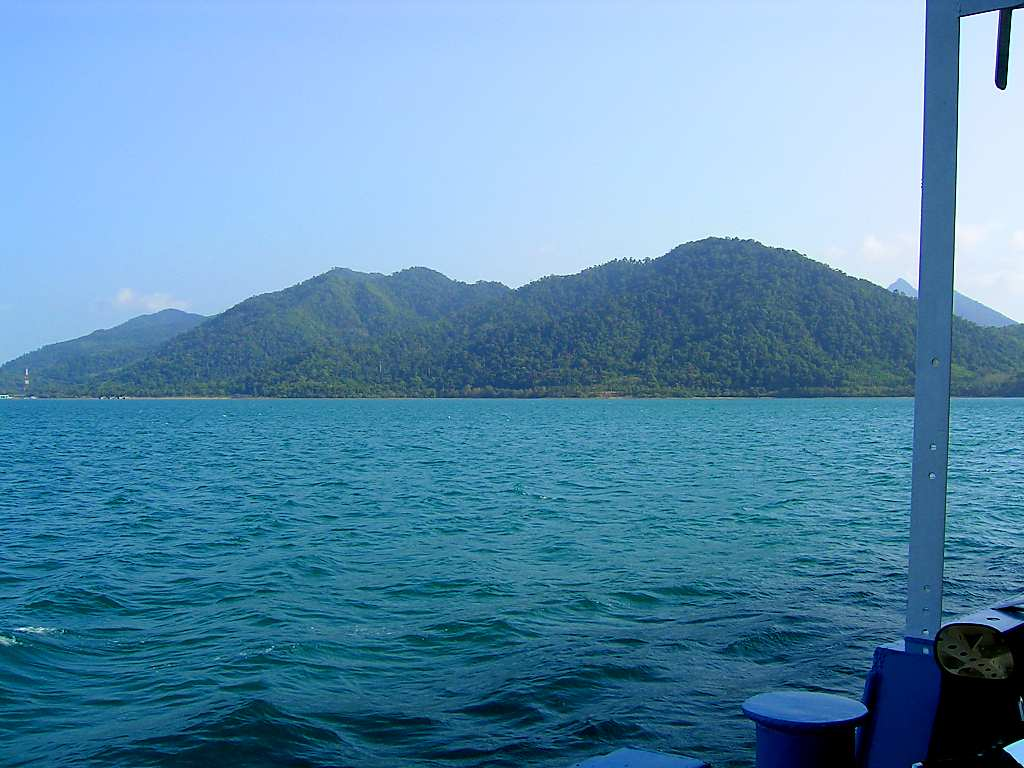
Đảo với bờ biển sạch
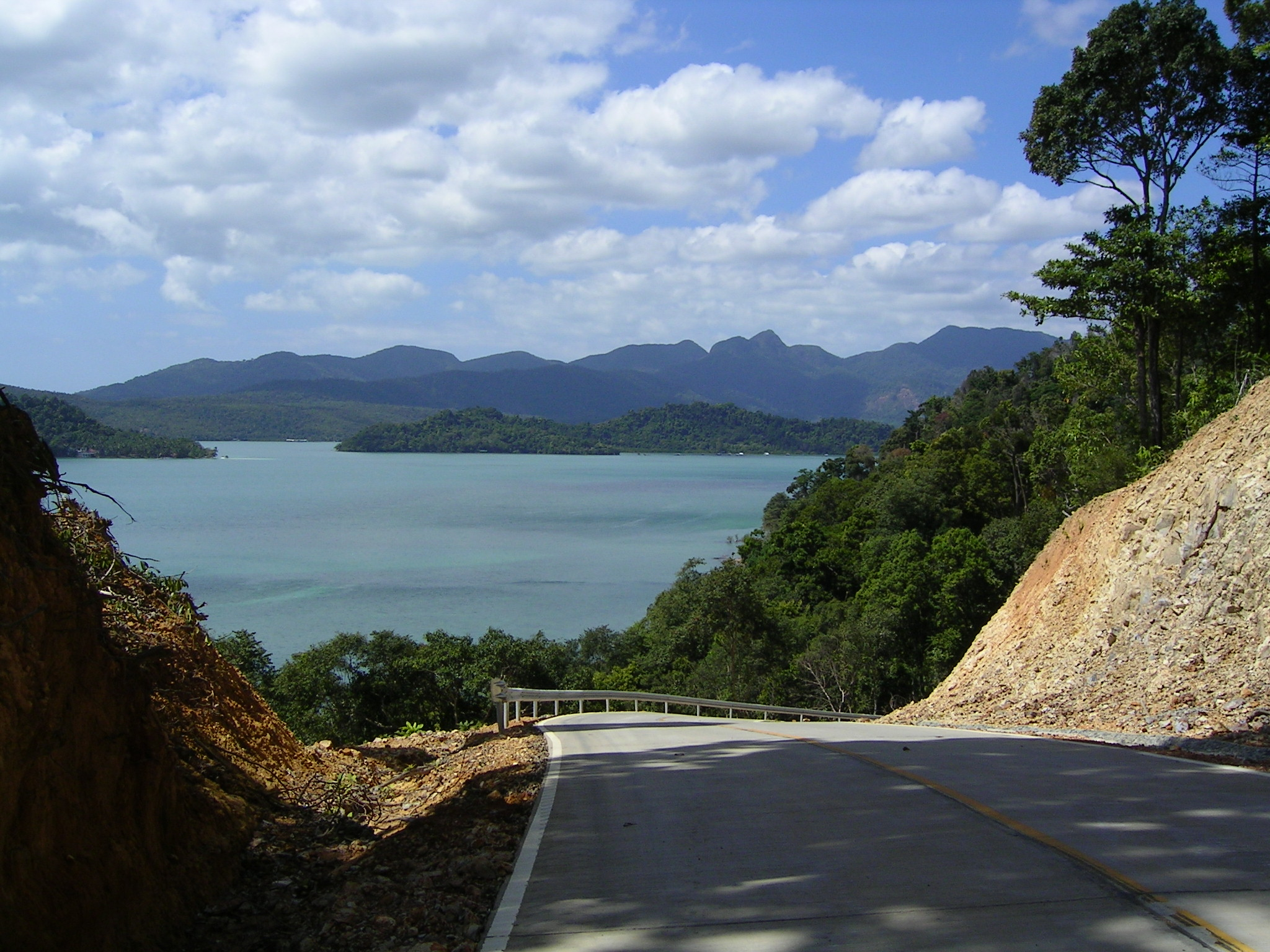
Đường bờ biển chạy dài quanh đảo
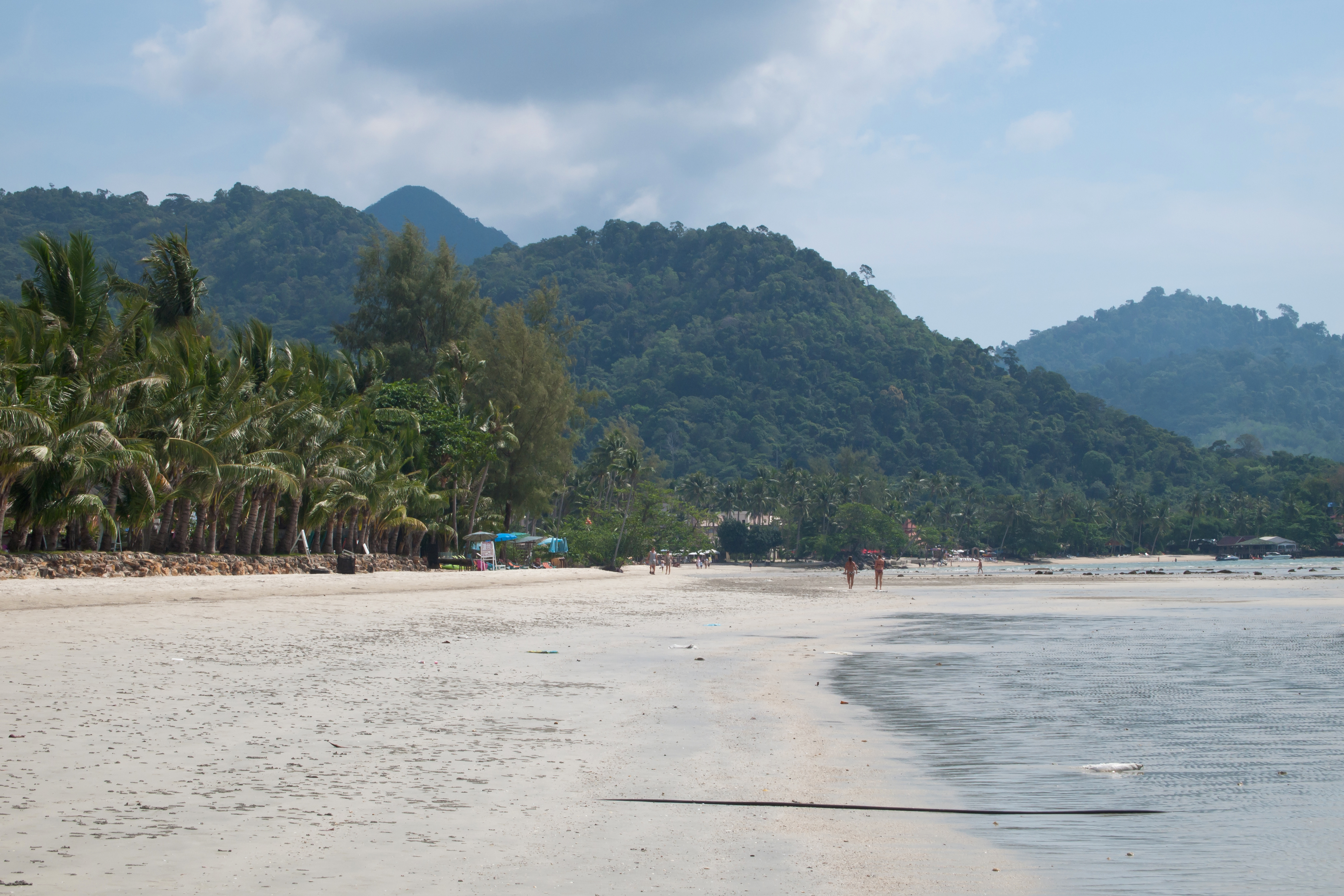